# Eiza González Reyna
Eiza González Reyna (30 de gener de 1990) és una actriu i cantant mexicana. Va guanyar popularitat al seu paper de debut a la telenovel·la musical mexicana com a Lola Valente. També va interpretar Clara Molina al drama adolescent de Nickelodeon Sueña conmigo. González va guanyar més reconeixement fent de Santanico Pandemonium a la sèrie de terror dels Estats Units From Dusk till Dawn: The Series (2014–2016). També és coneguda pels seus papers de Monica "Darling" Castello a la pel·lícula d'acció criminal Baby Driver (2017), Nyssiana a la pel·lícula d'acció ciberpunk Alita: Battle Angel (2019) i Madam M a la pel·lícula derivada de The Fast and the Furious Hobbs & Shaw.

## Infantesa
Va néixer a Ciutat de Mèxic, filla única de l'ex-model mexicana Glenda Reyna i de Carlos González. El seu pare va morir en un accident de motocicleta quan tenia dotze anys; ha dit que la mort del seu pare va influenciar molt la seva carrera. Té un germà, Yulen, que és dotze anys més gran que ella. Va anar a dues escoles bilingües a Ciutat de Mèxic. Va completar dos anys dels tres del curs de l'escola d'interpretació de Televisa abans de ser seleccionada als setze anys com a protagonista de la telenovel·la per a joves de 2007 Lola, érase una vez.

## Carrera interpretativa

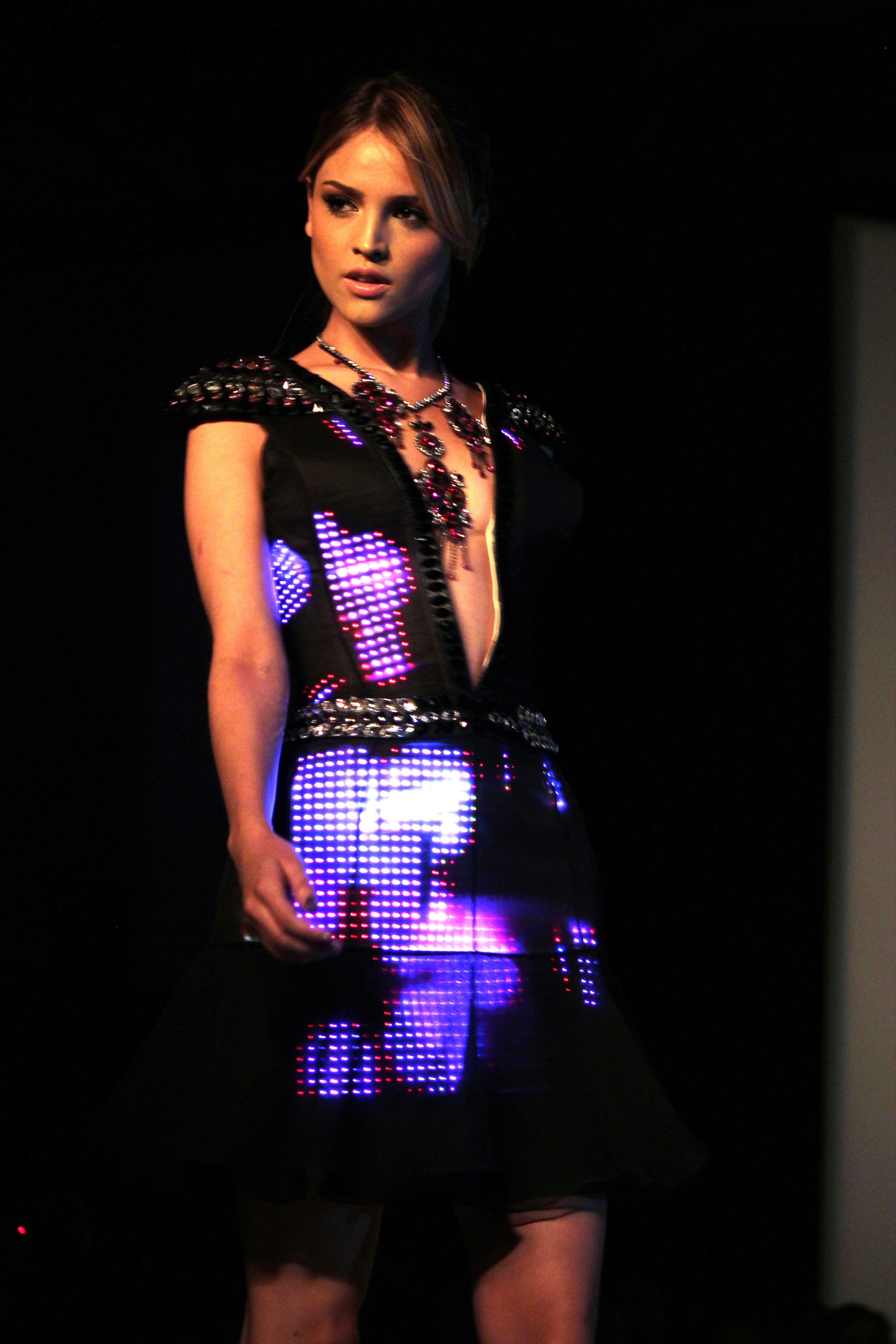
Eiza González el 2013.

### 2007–2009: Inicis de carrera
Del 2003 al 2004 va estudiar a una escola d'interpretació de Ciutat de Mèxic i als catoze anys va ser acceptada a l'escolta d'interpretació de Televisa. El productor i director Pedro Damián la va descobrir i la va seleccionar com a protagonista de Lola, érase una vez. Es va començar a rodar a finals de 2006 i es va estrenar el febrer de 2007. Després de completar-ne el rodatge es va traslladar a la ciutat de Nova York per un curs d'interpretació de tres mesos la primavera de 2008. Aquella tardor va retornar a Ciutat de Mèxic.
L'abril de 2009 va aparèixer en un episodi de la sèrie dramàtica Mujeres Asesinas com a personatge secundari a la segona temporada, on va interpretar l'antagonista adolescent Gaby. El 2010 Nickelodeon va anunciar que sortiria a Sueña conmigo, on va interpretar Clara Molina i Roxy Pop. Pel paper va traslladar-se a Buenos Aires l'abril de 2010 i hi va viure durant un any abans de tornar a Ciutat de Mèxic el febrer de 2011. La pel·lícula, produïda per Nickelodeon i Televisa es va estrenar el 20 de juliol de 2010. A causa del seu èxit, el repartiment va oferir diversos concerts a l'Argentina del març al juliol de 2011.
El 2012 va rodar Casi 30, una comèdia dramàtica dirigida per Alejandro Sugich. González hi interpreta Cristina, una estudiant de ballet que s'enamora del protagonista. Va ser el seu debut al cinema i es va estrenar l'agost de 2014 a Mèxic.
També el 2012 va aparèixer a la sèrie de Televisa Amores verdaderos, La sèrie es va estrenar el 3 de setembre de 2012. El productor mexicà Pedro Torres li va oferir el paper de la protagonista Sofía López-Haro a la sèrie Gossip Girl: Acapulco, l'adaptació mexicana de Gossip Girl, però el va rebutjar per l'estricte calendari de rodatge d'Amores verdaderos.

### 2013–actualitat: Transició a papers en anglès
A finals d'agost de 2013 es va traslladar a Los Angeles per continuar la seva carrera. El novembre de 2013 es va anunciar que formaria part del repartiment de la sèrie de televisió From Dusk till Dawn: The Series. González hi interpreta Santanico Pandemonium, un paper que fa Salma Hayek a la pel·lícula original. Aquest va ser el seu primer paper en anglès. Es va traslladar a Austin (Texas) per gravar-ne la primera temporada. El 26 de març de 2014 es va renovar la sèrie per una segona temporada i es va començar a rodar al cap d'un any a Austin.
Ha tingut papers prominents com ara com a Darling a Baby Driver (2017), Madame M a la pel·lícula derivada de la franquícia The Fast and the Furious Hobbs & Shaw, Nyssiana a la pel·lícula ciberpunk Alita: Battle Angel (2019) i KT a Bloodshot (2020) amb Vin Diesel.
In recent years, González landed a string of prominent roles, appearing as "Darling" in the 2017 film Baby Driver, Madame M in 2019's The Fast and the Furious franchise spin-off film Hobbs & Shaw, Nyssiana in the cyberpunk film Alita: Battle Angel (2019), and KT in Bloodshot (2020) alongside Vin Diesel.

## Vida personal
A finals d'agost de 2013 vivia a Los Angeles. El setembre de 2015 va dir que havia patit depressió i sobrealimentació compulsiva dels 15 als 20 anys a causa de la mort del seu pare. Del juny de 2020 ença està festejant amb l'actor Timothée Chalamet.

## Filmografia

### Cinema
| Any          | Títol                 | Paper                     | Notes                                  |
| ------------ | --------------------- | ------------------------- | -------------------------------------- |
| 2008         | Horton Hears a Who!   | Jessica Quilligan         | Doblatge en espanyol de llatinoamèrica |
| 2013         | Els Croods            | Eep Crood                 | Doblatge en espanyol de llatinoamèrica |
| 2014         | Casi treinta          | Cristina                  |                                        |
| 2015         | Jem and the Holograms | Sheila "Jetta" Burns      |                                        |
| 2017         | Baby Driver           | Monica "Darling" Castello |                                        |
| 2018         | Welcome to Marwen     | Caralala                  |                                        |
| 2019         | Paradise Hills        | Amarna                    |                                        |
| 2019         | Alita: Battle Angel   | Nyssiana                  |                                        |
| 2019         | She's Missing         | Jane                      |                                        |
| 2019         | Hobbs & Shaw          | Madame M/Magarita         |                                        |
| 2020         | Bloodshot             | Katie/KT                  |                                        |
| 2020         | Cut Throat City       | Lucinda Valencia          |                                        |
| 2020         | I Care a Lot          | Fran                      |                                        |
| 2021         | Godzilla vs. Kong     |                           | Postproducció                          |
| Per anunciar | Love Spreads          | Patricia                  | Postproducció                          |

### Televisió
| Any       | Títol                           | Paper                   | Notes                        |
| --------- | ------------------------------- | ----------------------- | ---------------------------- |
| 2007–2008 | Lola, érase una vez             | Dolores "Lola" Valente  | 224 episodis                 |
| 2008      | Una familia de tantas           | Gaby Chávez Salinas     | Pilot no emès                |
| 2009      | Mujeres asesinas                | Gabriela Ortega         | Episodi: "Tere, Desconfiada" |
| 2010–2011 | Sueña Conmigo                   | Clara Molina / Roxy Pop | 150 episodis                 |
| 2012–2013 | Amores verdaderos               | Nikki Brizz Balvanera   | 181 episodis                 |
| 2014–2016 | From Dusk till Dawn: The Series | Santanico Pandemonium   | 30 episodis                  |

### Teatre
| Any  | Obra                     | Paper   | Notes |
| ---- | ------------------------ | ------- | ----- |
| 2008 | Hoy no me puedo levantar |         | Cameo |
| 2012 | I Love Romeo y Julieta   | Julieta |       |

### Vídeos musicals
| Any  | Títol                 | Paper             | Artista           |
| ---- | --------------------- | ----------------- | ----------------- |
| 2013 | "Propuesta Indecente" | Noia rica         | Romeo Santos      |
| 2018 | "Supplies"            | Noia en una secta | Justin Timberlake |